# Olegário Benquerença
Olegário Manuel Bartolo Faustino Benquerença (wym. [olɨˈgaɾiu bẽkɨˈɾẽsɐ]; ur. 18 października 1969 w Batalha) – międzynarodowy sędzia portugalski piłki nożnej. Został wybrany jako sędzia na Mundial 2010.
Sędziował mecze Ligi Mistrzów, Pucharu UEFA, eliminacje do takich turniejów, jak Mistrzostwa Świata 2006, Mistrzostwa Europy 2008 czy Mistrzostwa Świata 2010. 25 stycznia 2004 w meczu Vitória SC–SL Benfica pokazał żółtą kartkę Miklósowi Fehérowi. Wkrótce po tym zdarzeniu węgierski piłkarz upadł na murawę, a następnie zmarł.